# Pontocrates arcticus
Pontocrates arcticus is een vlokreeftensoort uit de familie van de Oedicerotidae. De wetenschappelijke naam van de soort werd in 1895 voor het eerst geldig gepubliceerd door Georg Ossian Sars.